# Jonathan Jäger
Pour les articles homonymes, voir De Jager ou De Jaeger et Jäger.
Jonathan Jäger est un footballeur français né le 23 mai 1978 à Metz. Il évolue au poste d'attaquant.

## Biographie
Formé au FC Metz, Jonathan Jäger fait ses débuts en Division 1 le 12 octobre 1996 face au Paris Saint-Germain. Ne jouant que quelques bouts de matches en Lorraine, il accepte d'être prêté au CS Louhans-Cuiseaux lors de la saison 1999/2000. Malgré les mauvais résultats du club, lanterne rouge de Ligue 2, Jäger se fait remarquer en inscrivant 13 buts en 25 matches seulement. De retour dans son club formateur, il ne pourra pas exprimer totalement ses qualités à cause de nombreuses blessures. 
Il signe au Havre AC en Ligue 2 à l'aube de la saison 2004-2005, mais essuie de nombreuses critiques des supporters du club doyen à cause de son manque d'efficacité devant le but. 
En janvier 2006, il prend la direction de l'Allemagne et du FC Sarrebruck, d'abord en seconde division puis en Regionalliga (équivalent D3), où il retrouve la confiance en faisant trembler les filets à de nombreuses reprises. C'est ainsi qu'il attise les convoitises du SC Fribourg, club de Bundesliga 2, qui vient d'échouer de peu dans son ambition de retrouver l'élite.
Ce n'est que partie remise puisque Fribourg accède à la Bundesliga en fin de saison 2008-2009. Dans la Bundesliga, Jonathan Jäger prend part à 37 matchs. 
En 2011, Jonathan Jäger quitte le SC Fribourg. Après une période sans club, il signe le 21 novembre 2011 un contrat avec le F91 Dudelange, club de première division du Luxembourg. 
En juillet 2013, il signe un contrat fédéral avec le CSO Amnéville, relégué administrativement en CFA 2 pour la saison 2013-2014.
Le bilan de la carrière professionnelle de Jonathan Jäger s'élève à 79 matchs en Ligue 1 française (15 buts), 79 matchs en Ligue 2 française (23 buts), 37 matchs en Bundesliga (0 but), et 56 matchs en 2. Bundesliga (15 buts). Il joue également un match en Coupe de l'UEFA et six en Coupe Intertoto.

## Palmarès
- SC Fribourg
  - Vainqueur de la 2.Bundesliga en 2009.

### Distinctions
- Meilleur buteur de la Regionalliga Süd en 2007.

## Carrière
| Saison           | Club                | Pays      | Championnat      | Championnat | Championnat | Championnat  | Championnat  | Coupe d'Europe | Coupe d'Europe | Coupe d'Europe |
| Saison           | Club                | Pays      | Division         | Matchs      | Buts        | Cartons      | Cartons      | Type           | Matchs         | Buts           |
| ---------------- | ------------------- | --------- | ---------------- | ----------- | ----------- | ------------ | ------------ | -------------- | -------------- | -------------- |
| Saison           | Club                | Pays      | Division         | Matchs      | Buts        | Carton jaune | Carton rouge | Type           | Matchs         | Buts           |
| 1996 - 1997      | FC Metz             | France    | Ligue 1          | 4           | 0           | ?            | ?            | C3             | 1              | 0              |
| 1997 - 1998      | FC Metz             | France    | Ligue 1          | 4           | 1           | ?            | ?            | -              | -              | -              |
| 1998 - 1999      | FC Metz             | France    | Ligue 1          | 7           | 0           | ?            | ?            | -              | -              | -              |
| 1999 - oct. 1999 | FC Metz             | France    | Ligue 1          | 2           | 0           | ?            | ?            | C3             | 6              | 0              |
| oct. 1999 - 2000 | CS Louhans-Cuiseaux | France    | Ligue 2          | 25          | 13          | ?            | ?            | -              | -              | -              |
| 2000 - 2001      | FC Metz             | France    | Ligue 1          | 26          | 6           | ?            | ?            | -              | -              | -              |
| 2001 - 2002      | FC Metz             | France    | Ligue 1          | 25          | 6           | ?            | ?            | -              | -              | -              |
| 2002 - 2003      | FC Metz             | France    | Ligue 2          | 18          | 5           | ?            | ?            | -              | -              | -              |
| 2003 - 2004      | FC Metz             | France    | Ligue 1          | 11          | 2           | ?            | ?            | -              | -              | -              |
| 2004 - 2005      | Le Havre AC         | France    | Ligue 2          | 31          | 5           | ?            | ?            | -              | -              | -              |
| 2005 - jan. 2006 | Le Havre AC         | France    | Ligue 2          | 5           | 0           | ?            | ?            | -              | -              | -              |
| jan. 2006 - 2006 | Sarrebruck          | Allemagne | Bundesliga 2     | 11          | 5           | ?            | ?            | -              | -              | -              |
| 2006 - 2007      | Sarrebruck          | Allemagne | Regionalliga Sud | 34          | 17          | -            | -            | -              | -              | -              |
| 2007 - 2008      | SC Fribourg         | Allemagne | Bundesliga 2     | 17          | 3           | ?            | ?            | -              | -              | -              |
| 2008 - 2009      | SC Fribourg         | Allemagne | Bundesliga 2     | 28          | 7           | ?            | ?            | -              | -              |                |
| 2009 - 2010      | SC Fribourg         | Allemagne | Bundesliga       | 25          | 0           | ?            | ?            | -              | -              |                |
| 2010 - 2011      | SC Fribourg         | Allemagne | Bundesliga       | 6           | 0           | -            | -            | -              |                |                |